# Kapvlakte

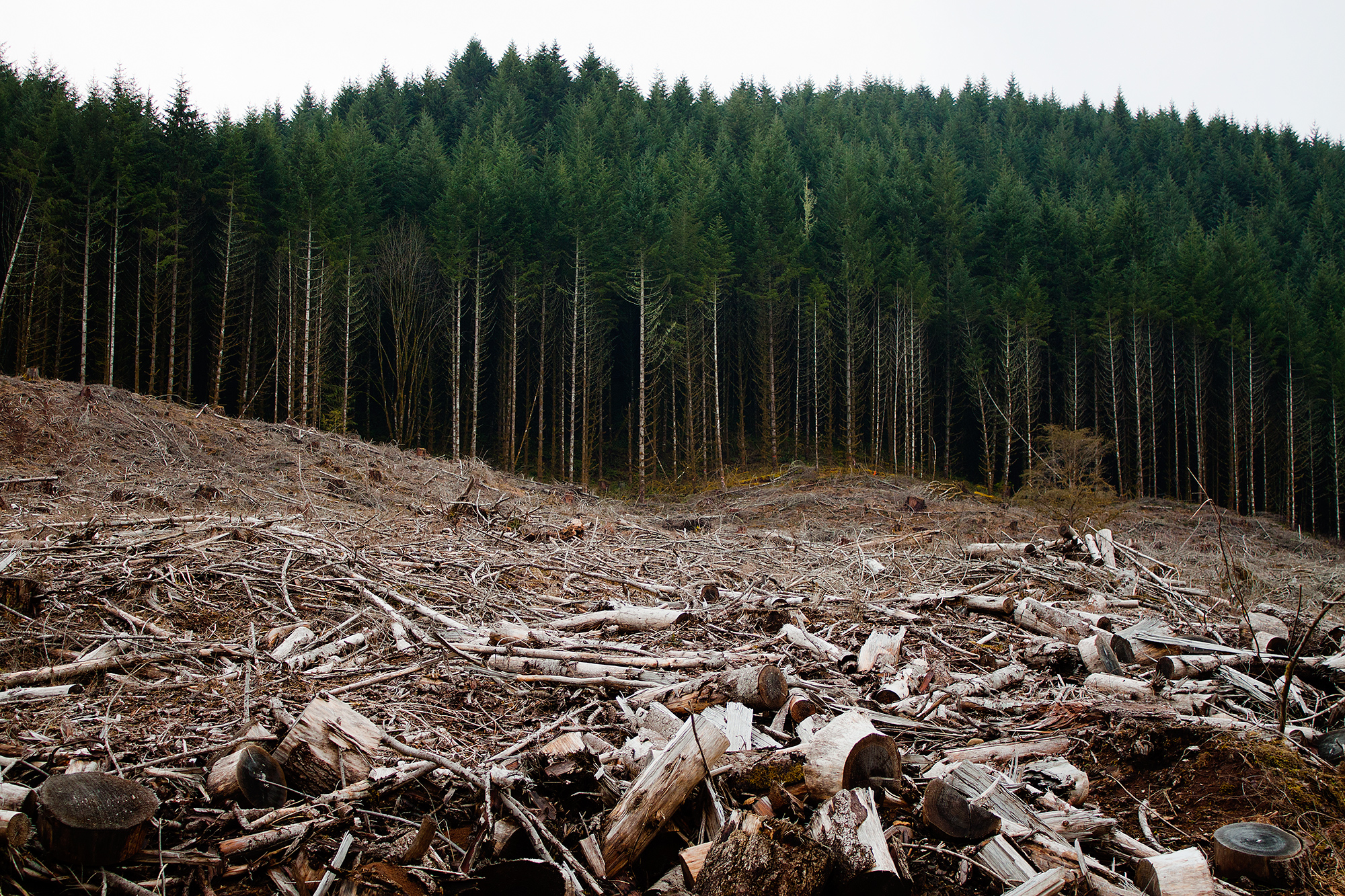
Een kapvlakte in Oregon (VS)

Een kapvlakte is een stuk bos waarvan de meeste bomen gekapt zijn (door kaalslag).
Het bosklimaat verdwijnt hierbij; de standplaatsfactoren veranderen plotseling sterk. Zo neemt de lichtintensiteit sterk toe en de temperatuurverschillen worden extremer. Dit leidt tot veranderingen in plantengroei.

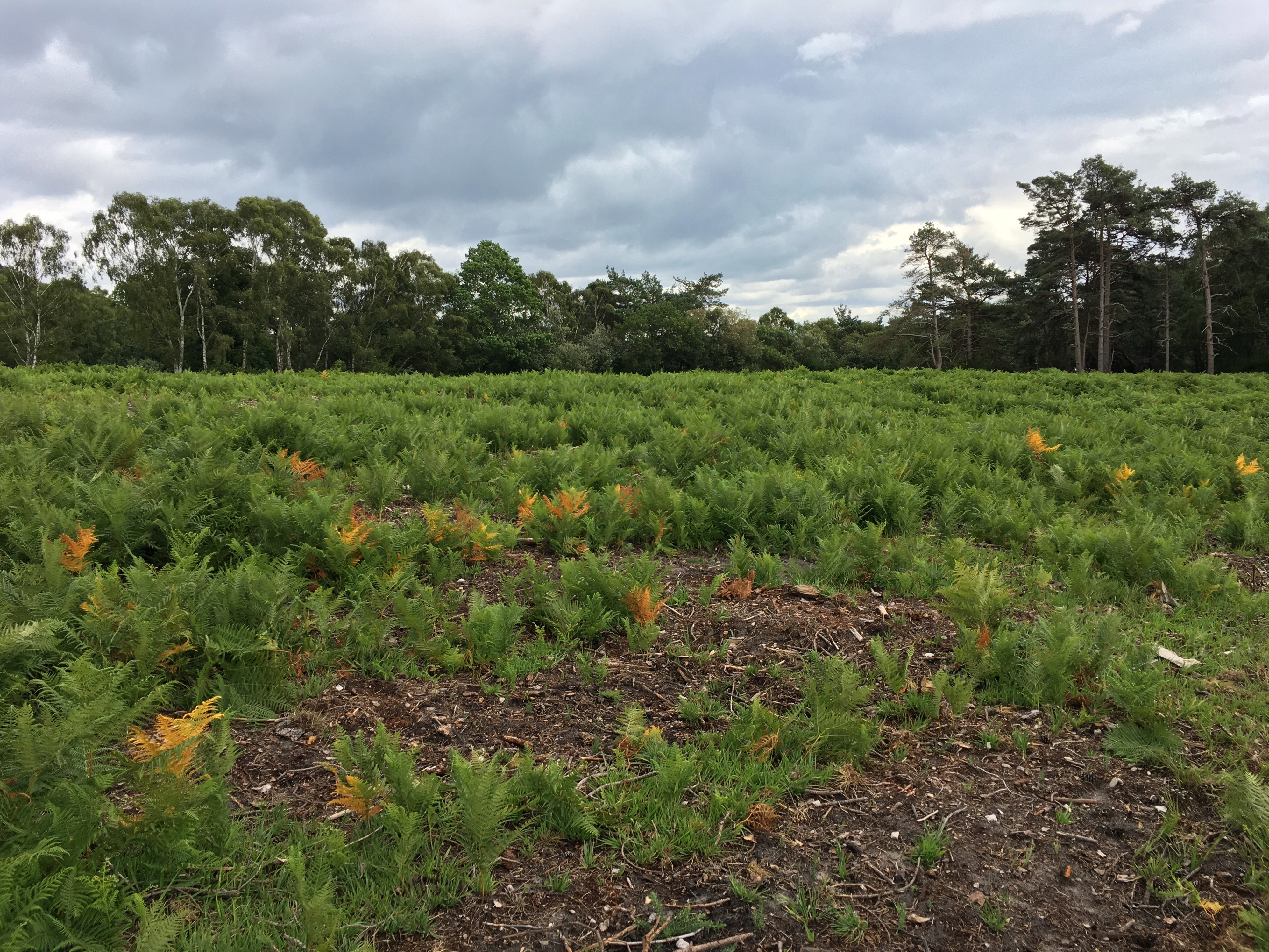
Een kapvlakte vol met adelaarsvaren in New Forest (VK)

## Plantensociologie
In de gematigde streken van Europa ontwikkelen zich op kapvlakten doorgaans tijdelijke ruigten met specifieke pioniersoorten die zeer typerend zijn voor kapvlakten. Deze kruidachtige plantengemeenschappen worden in de vegetatiekunde ingedeeld in een aparte klasse: de klasse van kapvlaktegemeenschappen (Epilobietea angustifolii).
Massaal kunnen planten als wilgenroosje en vingerhoedskruid gaan optreden. Een typische plant van kapvlakten is ook pilzegge. Van nature zijn zaden van dit soort planten in de zaadbank aanwezig, die wachten op genoemde veranderde omstandigheden welke ook via natuurlijke processen zouden kunnen ontstaan.
Indien het een zuiver productiebos betreft, zal de kapvlakte vrij snel weer worden beplant met jonge boompjes van dezelfde soort en leeftijd. Het is echter ook denkbaar, vooral bij geïntegreerd bosbeheer, dat men de van nature voorkomende (loof)houtsoorten, zoals zomereik en ruwe berk, een kans geeft. Spoedig zal zich verder op een kapvlakte een struiklaag gaan vormen, waarin sporkehout en lijsterbes een belangrijk aandeel hebben.
Als men een bosperceel kapt laat men tegenwoordig ook vaak een aantal oudere, karakteristieke bomen staan.